# Guerra iberica
La guerra iberica fu combattuta tra il 526 e il 532 tra l'Impero romano d'Oriente, governato dall'imperatore Giustiniano I (527-565), e l'impero persiano dei Sasanidi, retto dallo scià Kavad I. La guerra coinvolse il Regno di Iberia, nel Caucaso, e terminò con la "Pace eterna" tra i due imperi.

## Cause del conflitto
Dopo la guerra combattuta da Anastasio I, la guerra romano-persiana del 502-506, l'Impero romano d'Oriente e l'impero persiano dei Sasanidi si accordarono per una pace di sette anni, poi effettivamente durata quasi venti anni.
Anche dopo il raggiungimento della pace non mancarono le tensioni tra le due potenze. Nel 505 Anastasio iniziò a fortificare Dara in funzione di contrasto alla città-fortezza persiana di Nisibis. I Persiani protestarono per la fortificazione di Dara, sostenendo che violava le condizioni di un precedente trattato di pace (quello del 442) con il quale sia i Romani sia i Persiani si erano impegnati a non costruire nuove fortificazioni nella zona di frontiera tra le due potenze, ma non furono in grado di impedirla in quanto impegnati a difendersi dalle incursioni degli Unni. Anastasio, però, riuscì a sventare lo scoppio di un nuovo conflitto placando le rimostranze persiane con pagamenti in denaro; nel frattempo aveva fortificato un'altra città sulla frontiera, Teodosiopoli in Armenia, assicurandosi un ulteriore vantaggio strategico sulla Persia.
Spentosi Anastasio I Dicoro (518), Giustino I ascese il trono scavalcando nella successione i parenti del suo predecessore, benché numerosi e illustri. Secondo quanto narra Procopio di Cesarea, nello stesso tempo Kavad I era intento nella risoluzione del problema della successione: non riteneva Caose, suo primogenito e primo nell'ordine di successione secondo le leggi persiane, degno di succedergli mentre il secondogenito, Bazes, era affetto da una menomazione fisica e quindi per legge non aveva diritto a ereditare il trono; il sovrano persiano, che intendeva evitare che gli potesse succedere al trono una persona non imparentata con lui, aveva intenzione di associare al trono Cosroe, figlio nato dalla relazione con la sorella di Aspebedes, ma temeva che la popolazione persiana non avrebbe approvato la scelta e sarebbe insorta, in quanto favorevole all'ascesa di Bazes. Secondo Procopio, per risolvere il problema, Kavad avrebbe chiesto per lettera all'Imperatore Giustino di adottare Cosroe in cambio della continuazione della pace. In un primo momento l'imperatore e suo nipote Giustiniano erano propensi ad accettare ma cambiarono idea a causa dell'intervento di Proclo, funzionario imperiale e questore, che secondo Procopio era di costumi integri e di tendenze conservatrici, essendo in genere contrario sia alla promulgazione di nuove leggi, sia al cambiamento di quelle già in vigore. Proclo pregò Giustino di rigettare la proposta, affinché non divenisse noto come l'ultimo degli imperatori romani d'Oriente, facendogli notare che adottare Cosroe avrebbe significato fornire alla Persia il pretesto per rivendicare la successione al trono di Bisanzio; rivolgendosi poi a Giustiniano, gli fece notare che, se Cosroe fosse stato adottato, quest'ultimo sarebbe diventato uno dei possibili eredi al trono di Bisanzio e avrebbe potuto scavalcarlo nella successione. Giustino e Giustiniano, convinti dal discorso di Proclo, si misero all'opera per escogitare un pretesto per rigettare la richiesta del monarca. Nel frattempo giunsero ambasciatori dalla Persia che portarono all'Imperatore una seconda lettera di Kavad, in cui il re persiano lo pregava di inviargli un'ambasceria per stabilire le condizioni della pace, e di accettare la proposta di adozione. Gli ambasciatori imperiali, giunti in Persia e interrogati a proposito da Kavad, gli riferirono che l'imperatore era contrario ad accettare la proposta di adozione e che per sottomettere l'Impero al loro giogo avrebbero dovuto ricorrere alle armi, ma tentarono allo stesso tempo di convincerlo a mantenere la pace. Gli ambasciatori erano un nipote di Anastasio, Ipazio, di rango patrizio e comandante delle truppe orientali, e Rufino, figlio del patrizio Silvano e di famiglia nota a Kavad, il quale a sua volta inviò come ambasciatori il persiano Seose, magistrato di grandissima autorità e valore, e Mebode, funzionario di corte. Mentre Kavad procedette fino al Tigri, a non più di due giornate di cammino da Nisibi, avendo già pianificato di visitare Costantinopoli nel caso la sua proposta fosse stata accettata, gli ambasciatori di entrambe le corti si incontrarono nei pressi delle frontiere tra i due stati nel tentativo di trovare un accordo. Dopo che la proposta di adozione fu definitivamente respinta, Seose accusò gli Imperiali di detenere illegalmente il possesso della Lazica, usurpata ai Persiani, a cui di pieno diritto spettava. In seguito al fallimento delle negoziazioni (che ebbero luogo probabilmente nel 524 o 525), Kavad allestì i preparativi per una spedizione punitiva.
Nonostante Kavad fosse determinato a invadere l'Impero, ne fu tuttavia trattenuto dalla rivolta dell'Iberia caucasica, regno vassallo dei Sasanidi confinante con la Lazica a occidente e con la Persia ad oriente. Gli iberici, che professavano il cristianesimo, insorsero nel 524/525, a causa del tentativo da parte di Kavad di costringerli a convertirsi alla religione di Stato sasanide, lo Zoroastrismo. In precedenza si era rivoltata ai Persiani anche la Lazica. L'imperatore romano Giustino I si impegnò con il re iberico Gourgen a difendere l'Iberia, e in effetti inviò con denaro Probo, patrizio e nipote dell'Imperatore Anastasio, a Bosporo con l'intento di assoldarvi un esercito di Unni da mandare in soccorso degli Iberi. In seguito al fallimento della missione di Probo, tornato senza essere riuscito a ottenere aiuti dagli Unni, Giustino I decise di inviare in soccorso dell'Iberia il generale Pietro con truppe inviate dal re di Lazica, anch'esso alleato di Gourgen. Kavad, allo stesso tempo, allestì un potente esercito da inviare contro Gourgen, affidandone il comando al generale Boez. Poiché gli aiuti da Bisanzio e dalla Lazica furono tardivi o insufficienti, l'invasione persiana dell'Iberia conseguì notevole successo costringendo Gourgen a riparare in Lazica con la corte e con i parenti. Dalla Lazica procedettero a Bisanzio insieme a Pietro, il quale era stato richiamato dall'Imperatore. Giustino I, nel frattempo, fu informato che gli abitanti della Lazica si rifiutavano di difendere le proprie frontiere, e reagì inviando truppe sotto il comando di Ireneo.
Ma fu solo negli anni 530 che la guerra aperta scoppiò: le due potenze preferirono disturbarsi aizzandosi contro altri popoli, come gli Arabi a sud e gli Unni a nord.

## Conflitto

La frontiera romano-sasanide tra il IV e il VII secolo

Gli scontri nell'area tra i due imperi crebbero fino a coinvolgerli: se nel 525 una flotta romana trasportò un esercito axumita a conquistare lo Yemen himyarita e nel 525/526 gli alleati arabi della Persia, i Lakhmidi, fecero incursioni in territorio romano, entro il 526-527 scoppiò un conflitto aperto nella regione del Transcaucaso e nella Mesopotamia settentrionale; i Persiani intendevano mettere pressione sui Romani per ottenere dei tributi in pagamento.
La ricostruzione degli eventi del conflitto risulta problematica, in quanto il resoconto di Procopio di Cesarea è poco accurato e dettagliato, omettendo degli eventi importanti narrati invece dalle cronache di Giovanni Malala e di Zaccaria Scolastico, narrandone altri in maniera poco accurata, e mostrando una tendenza apologetica nei confronti del generale Belisario.
I primi anni di guerra furono favorevoli ai Persiani, che nel 527 avevano sedato la rivolta iberica, mentre l'offensiva romana contro Nisibis e Thebetha di quell'anno fu fallimentare e i lavori di fortificazione di Thannuris e Melabasa furono impediti dagli attacchi Persiani.
Secondo quanto narra Procopio di Cesarea, all'inizio del conflitto i generali Sitta e Belisario, invasa con l'esercito la Persarmenia, la devastarono e si ritirarono con molti prigionieri. I Romani, successivamente, assalirono per la seconda volta l'Armenia, dove, inaspettatamente, furono fronteggiati e sconfitti dai generali persiani Narsete Persarmeno e Arazio (che successivamente avrebbero disertato passando dalla parte romano-orientale). Un altro esercito romano-orientale, capitanato da Libellario trace, arrivato a poca distanza da Nisibi, si ritirò ingiustificatamente non avendo subito attacchi, e il suo comandante fu punito per la sua vigliaccheria venendo destituito. In seguito a ciò, Belisario ottenne il comando delle truppe stanziate a Dara, e gli fu spedito Procopio di Cesarea, che in seguito avrebbe scritto la Storia delle guerre, in qualità di consigliere.
La cronaca di Zaccaria Scolastico, immediatamente dopo aver riferito dell'ascesa al trono di Giustiniano I in conseguenza della morte di suo zio Giustino I, narra che, mentre Timostrato era dux a Dara, l'esercito imperiale, in piena estate, tentò invano di prendere Nisibi per poi ripiegare su Thebatha, che non riuscirono a espugnare pur aprendo una breccia sulle mura. Ricevuto l'ordine di fare ritorno a Dara, l'esercito romano patì delle perdite durante la marcia nel deserto, con molti fanti che morirono di sete, altri che annegarono tuffandosi nei pozzi, e altri che morirono di caldo; tuttavia la cavalleria riuscì ad arrivare a destinazione.
Zaccaria Scolastico riferisce che, mentre Giustino regnava ancora, inviò Tommaso il silenziario, nativo di Aphradana, a costruire una città fortificata a Thannuris, che si trovava in una posizione strategica favorevole. Tuttavia, mentre i lavori erano ancora in corso, i Saraceni e i Cadiseni da Singara e Thebetha attaccarono gli operai e rasero al suolo le fortificazioni incomplete. Successivamente afferma che dopo la morte di Timostrato, Belisario gli succedette come dux a Dara. Zaccaria afferma che Belisario era incorruttibile e affabile con i contadini, non permettendo ai soldati di compiere razzie o prepotenze ai loro danni. Inoltre afferma che Belisario era accompagnato e consigliato da Salomone, un eunuco proveniente dalla fortezza di Edribath. Zaccaria afferma che successivamente un esercito romano, condotto da diversi generali (tra cui cita Belisario, Cuze, Basilio, Vincenzo e il capo saraceno Atafar), marciò per il deserto contro Thannuris, ma cadde vittima di un tranello dei Persiani che avevano scavato delle buche e vi si erano nascosti. I fanti romani, cadendo nelle buche, furono fatti prigionieri, e Cuze fu ucciso. La cavalleria romana riuscì a fuggire a Dara con Belisario ma i fanti furono uccisi o fatti prigionieri. Nel corso della battaglia perì Atafar, capo dei Saraceni, descritto da Zaccaria come generale esperto e rinomato.
Secondo la versione dei fatti tramandata da Procopio di Cesarea, Giustiniano, non appena diventato imperatore, ordinò a Belisario di fortificare un forte nei pressi di Mindo, ai confini con la Persia e alla sinistra della via che portava a Nisibi. Mentre i lavori erano in corso, tuttavia, i Persiani intimarono a Belisario di interromperli minacciando, in caso contrario, di attaccarlo. Giustiniano, informato delle minacce persiane e conscio dell'inferiorità numerica dell'esercito di Belisario, gli inviò dei rinforzi sotto il comando dei comandanti Cuze e Buze, fratelli originari della Tracia e al comando delle truppe di stanza in Libano. Di fronte al rifiuto di interrompere i lavori di fortificazione, i Persiani attaccarono con successo l'esercito di Belisario riuscendo in questo modo a scacciare gli operai e a radere al suolo il forte. Molti soldati romani, compreso il generale Cuze (fratello di Buze), furono fatti prigionieri e, condotti in Persia, furono condannati al carcere perpetuo.
Nel 528 i Persiani usarono le basi conquistate in Iberia per penetrare nella Lazica orientale. I successi persiani convinsero Giustiniano a porre rimedio alle deficienze del sistema di difesa romano: divise il comando del magister militum per Orientem in due parti, affidando il settore settentrionale al magister militum per Armeniam. Secondo Giovanni Malala, nel 528 Giustiniano decise di affidare il governo militare dell'Armenia a Sitta nominandolo magister militum per Armeniam, grado creato ex novo dal suddetto imperatore, in quanto sotto i suoi predecessori l'Armenia non aveva un magister militum ma solo duces, comites e governatori. Quell'anno, la maggiore operazione romana fu la spedizione del generale Belisario su Thannuris, dove cercò senza successo di difendere gli operai romani che stavano costruendo un forte proprio sulla frontiera.
I Lakhmidi, nel 529, intrapresero una serie di incursioni in territorio romano, in Siria; allo scopo di controbilanciare queste popolazioni, Giustiniano rafforzò i propri alleati arabi, aiutando il capo dei Ghassanidi Al-Harith ibn Jabala a trasformare una blanda coalizione in un regno coeso che fu in grado di dominare i Lakhmidi nei decenni successivi.
Nel 529 Giustiniano decise di nominare Belisario magister militum per Orientem. Belisario, allestito un poderoso esercito, si recò a Dara, dove ebbe a compagno Ermogene, magister officiorum e ex consigliere di Vitaliano. Nel frattempo Giustiniano inviò Rufino come ambasciatore in Persia, ordinandogli però di trattenersi fino a nuovo ordine a Ierapoli, città sulla riva dell'Eufrate. Mentre da ambedue le parti si cercava di trattare la pace, giunse alla corte di Costantinopoli la notizia che i Persiani stavano per oltrepassare i propri confini, fermi nel loro proposito di espugnare la città di Dara. A tale notizia, Belisario ed Ermogene prepararono l'esercito alla battaglia ormai imminente, e provvidero a fortificare le difese della città, costruendo un fossato con parecchie uscite. L'esercito persiano, dopo aver sostato nel territorio di Ammodio, a non più di venti stadi di Dara, il giorno successivo affrontò in battaglia l'esercito di Belisario. Nonostante Belisario disponesse di soli venticinquemila soldati, contro quarantamila soldati persiani, nel primo giorno di battaglia uscì nettamente vincitore, riuscendo a respingere l'assalto nemico. Il giorno successivo il successo arrise di nuovo ai Romani, e i Persiani rinunciarono, almeno per il momento, al proposito di impadronirsi di Dara. Nel 530, nella battaglia di Dara, Belisario portò i Romani a una vittoria su un più numeroso esercito persiano, comandato da Mihran, grazie alle proprie superiori qualità di comando; nello stesso anno, Sitta e Doroteo sconfissero un esercito persiano al comando di Mihr-Mihroe a Satala.
In seguito a questi avvenimenti, Kavad inviò, nella parte dell'Armenia appartenente all'Impero, un nuovo esercito costituito da Persarmeni e Suniti, a cui si unirono i Sabiri, popolo bellicoso. Il loro comandante, Mermeroe, giunto a tre giornate di cammino da Teodosiopoli, si preparava ad assaltarla. A quell'epoca l'Armenia era governata da Doroteo mentre Sitta presiedeva all'esercito. Quando essi vennero informati dell'arrivo del nemico, inviarono due esploratori ad infiltrarsi nell'accampamento nemico, per ottenere informazioni utili; uno di essi fu catturato, ma l'altro riuscì a fuggire e fornì informazioni molto utili a Sitta. La battaglia conseguente arrise ai Romani che misero in fuga il nemico e diedero il sacco all'accampamento nemico. Mermeroe tentò allora di impadronirsi di Satala, accampandosi a cinquanta stadi dalla città. Sitta, affidata a Doroteo la difesa della città e poco disposto ad affrontare trentamila soldati persiani in uno scontro in campo aperto con soli quindicimila soldati a disposizione, decise di mettersi in agguato dietro una collina. Il giorno successivo i Persiani cominciarono l'assalto alle mura ma, quando videro i soldati romani discendere il colle, ingannati dalla polvere che ingombrava l'orizzonte facendo sembrare il numero di soldati imperiali molto più grande di quanto non fosse in realtà, decisero di abbandonare l'assedio. I Romani, separatisi in due reggimenti, attaccarono vigorosamente il nemico, assistiti da Doroteo, il quale era uscito dalla città con le proprie truppe. Il nemico, dopo aver subito pesanti perdite, si ritirò, non inseguito dai Romani. Nel frattempo gli Imperiali occuparono due forti nella Persarmenia, Bolon e Farangion, e riuscirono inoltre a sottomettere gli Tzani, abitanti di una regione dell'Armenia compresa nei confini dell'Impero romano d'Oriente, ma che rifiutava di riconoscere l'autorità imperiale. Sitta riuscì a sottomettere questa popolazione bellicosa e restia a riconoscere l'autorità imperiale, riuscendo a convertirli al cristianesimo e a spingerli ad arruolarsi nell'esercito imperiale. Nel frattempo, i fratelli Narsete Persarmeno e Arazio, che servivano nell'esercito persiano, defezionarono ai Romani, e il questore imperiale Narsete li premiò con doni sfarzosi. Poco tempo dopo, Isacco, fratello di Narsete Persarmeno e Arazio, informato dei vantaggi riportati dai fratelli nel defezionare ai Romani, tenne pratiche segrete con gli Imperiali, e li aiutò, apprendo una porticina tra le tenebre, a impadronirsi proditoriamente del forte di Bolon che si trovava nei pressi di Teodosiopoli, per poi andare a dimorare a Costantinopoli.
Fu quindi inviato Rufino come ambasciatore in Persia, nel tentativo di porre fine alla guerra e di riappacificarsi con i Persiani. Kavad rifiutò però di trattare la pace, rammentando che i Persiani, tramite la difesa delle Porte Caspie, impedivano ai Barbari non solo di invadere la Persia ma anche l'Impero romano d'Oriente; nonostante il contributo dei Persiani alla difesa dell'Impero romano d'Oriente tramite la difesa delle Porte Caspie, i Persiani non avevano ricevuto alcuna ricompensa, anzi subirono anche l'affronto di assistere alla fortificazione di Dara in violazione degli accordi tra Bisanzio e la Persia stabiliti all'epoca di Teodosio II. Kavad rammentò inoltre che, prima di ricorrere alla guerra, non aveva lasciato intentata la via diplomatica, inviando ambascerie a Costantinopoli con cui si richiedeva all'Imperatore di dividere con la Persia le spese occorrenti a fornire rifornimenti al presidio delle Porte Caspie, oppure demolire le fortificazioni di Dara, queste essendo le cause del conflitto tra Bisanzio e la Persia; le richieste tuttavia furono respinte, per cui il sovrano persiano si risolse a dare avvio a un nuovo conflitto. Il re persiano imponeva come condizioni per la pace la demolizione delle fortificazioni di Dara e la difesa condivisa delle Porte Caspie da parte di Bisanzio e della Persia. Kavad accomiatò quindi Rufino, accennandogli però che i Romani avrebbero potuto comprare la pace; Rufino, tornato a Costantinopoli non prima di Ermogene, comunicò l'esito dell'ambasceria a Giustiniano, il quale compiva il quarto anno di regno al termine dell'inverno (530).
Il mirrane, tornato in Persia riconducendovi le poche truppe superstiti alla sconfitta di Dara, fu punito severamente dal re, il quale lo privò di quell'ornamento che cingeva il suo capo, segno di grandissimo onore che il re concedeva alle persone che godevano della sua benevolenza. In seguito all'esito sfavorevole della battaglia di Dara, il capo dei Lakhmidi Alamundaro consigliò il re persiano di non invadere ulteriormente la Mesopotamia, guarnita sia da valide fortificazioni che ben difesa da presidi, bensì la Siria, carente di fortificazioni e ricca di città fiorenti come la stessa Antiochia, una delle città più prospere dell'Impero. Alamundaro asserì che, se avessero invaso la Siria invece della Mesopotamia, avrebbero preso alla sprovvista il nemico, che si aspettava un'invasione della Mesopotamia, e avrebbero potuto espugnare e depredare Antiochia con tale rapidità, che sarebbero tornati in Persia con il bottino prima ancora che giungesse notizia dell'attacco alle truppe romane a presidio della Mesopotamia. Kavad, ben conoscendo il valore in campo bellico del saraceno Alamundaro, il quale da anni saccheggiava tutte le terre imperiali dai confini dell'Egitto fino alla Mesopotamia, senza che né l'esercito romano né gli alleati Ghassanidi condotti dal loro capo Areta riuscissero a contrastare in modo efficace le sue scorrerie, decise di accettarne il consiglio. Nella primavera del 531 un esercito di 15 000 cavalieri persiani condotto da Azarete e rafforzato dagli alleati Lakhmidi condotti dal loro capo Alamundaro, invase il territorio romano, non valicando però, come nelle precedenti scorrerie, la Mesopotamia, bensì la Commagene.
Alla notizia dell'invasione della Commagene, Belisario, indeciso in un primo momento, decise di andare incontro al nemico, e, una volta presidiati i forti, in modo che le città della Mesopotamia non rimanessero senza difese nel caso Kavad avesse deciso di invaderla con un altro esercito, partì alla testa di 20 000 uomini, tra cui spiccavano 2 000 Isauri e i Ghassanidi di Areta. L'esercito di Belisario si accampò nei pressi di Calcide, a circa novanta stadi dal nemico; sennonché Azarete e Alamundaro, accampati nei pressi di Gabala, alla notizia dell'avvicinarsi dell'esercito di Belisario, decisero di rinunciare all'invasione e volgere in ritirata verso il territorio persiano. L'esercito romano li inseguiva, facendo però attenzione a non raggiungerli, in quanto Belisario riteneva una sufficiente vittoria la ritirata dell'esercito nemico in Persia, e non intendeva rischiare una battaglia in campo aperto. Dopo molti giorni di cammino, i Persiani erano ormai giunti nei pressi di Callinicum, città nei pressi dell'Eufrate, prossimi ad attraversare il fiume per ritornare in territorio persiano; ma Belisario, che si trovava in quel momento nella città di Sura, si trovò di fronte all'insubordinazione delle truppe, che intendevano imprudentemente rischiare una battaglia in campo aperto contro un nemico che si stava già ritirando. Si era in prossimità della Pasqua, e Belisario, convinto che non affrontare in battaglia un esercito che si stava già ritirando fosse la decisione migliore, arringò le proprie truppe nel tentativo di persuaderle; ma non riuscì nel suo intento e, perso il controllo delle proprie truppe, il generale fu costretto ad acconsentire alle loro richieste di scontrarsi in battaglia. La battaglia di Callinicum, incerta all'inizio, risultò in una sconfitta dei Romani, a causa del tradimento dei Ghassanidi di Areta, i quali disertarono fuggendo dal campo di battaglia; nonostante ciò, la successiva conquista romana, in estate, di alcuni forti in Armenia respinse i Persiani che avevano ottenuto soltanto una vittoria di Pirro, subendo pesanti perdite. I comandanti di entrambi gli eserciti, in effetti, furono puniti per l'esito della battaglia: la disfatta romana a Callinicum fu investigata da una commissione, il cui risultato fu la destituzione di Belisario dal comando dell'esercito, mentre Azarete fu anch'egli destituito e privato di ogni onore dal re persiano, in quanto la sua vittoria di Pirro non gli aveva consentito di conquistare nessuna città, e pertanto la sua invasione era da ritenersi un sostanziale fallimento.
In seguito alla sconfitta nella battaglia di Callinicum, Giustiniano decise di stringere con gli Etiopi e gli Omeriti un'alleanza in funzione antipersiana. Giustiniano spedì infatti ad Ellisteo re degli Etiopi e a Esimifeo re degli Omeriti un ambasciatore di nome Giuliano, chiedendo loro di stringere con loro un'alleanza in funzione antipersiana, in virtù dei mutui legami di religione. Consigliava inoltre ai primi di acquistare la seta indiana per poi venderla ai Romani (ovvero ai Bizantini), in modo da non avere più la necessità di inviare denaro ai propri nemici. Esortava inoltre gli Omeriti di consegnare il fuggitivo Carso nella filarchia dei Maddeni e a invadere la Persia con un esercito di loro connazionali e di Romani. I due re, pur aderendo ai desideri dell'Imperatore, non mantennero alcuna delle promesse fattegli; infatti, era impossibile per gli Etiopi negoziare di seta con gli Indiani, essendo ancora i loro porti pieni di mercanti persiani in attesa delle navi cariche di questa merce per acquistarla; sembrava inoltre agli Omeriti un cimento troppo gravoso e rischioso per loro attraversare una regione immensa e priva di abitanti per combattere i Persiani, uno Stato potente.
In seguito alla sconfitta di Callinicum, Ermogene fu inviato ambasciatore a Kavad nel tentativo di negoziare una pace, ma le sue richieste furono respinte dal re persiano. Nel frattempo, destituito Belisario, il comando delle truppe da impiegare contro la Persia fu affidato al generale Sitta; egli dovette subito fronteggiare l'invasione persiana della Mesopotamia sotto i comandanti Aspebedo e Mermeroe. Essi assediarono Martiropoli, città della Sofanene difesa dai generali Buze e Bessa. Gli assediati opposero strenua resistenza agli assalti, ma pur riuscendo ad opporre una valida difesa, erano consapevoli che, privi di provviste e di macchine di difesa valide, e con le mura non molto resistenti, non avrebbero potuto resistere a lungo. Sitta, nel frattempo, giunto ad Attaca, distante cento stadi da Martiropoli, vi pose gli accampamenti, non osando procedere oltre; aveva con sé l'ambasciatore Ermogene. Uno degli esploratori infiltrati in Persia, tornato da Giustiniano, gli svelò le trame nemiche, e aggiunse che i Massageti, ovvero gli Unni, erano disposti a stringere un'alleanza con i Persiani e devastare il territorio romano. L'Imperatore gli affidò l'incarico di riferire agli assediatori di Martiropoli che gli Unni, corrotti con il denaro e convinti a passare dalla parte dei Romani, stavano marciando per liberare la città dall'assedio. Quando la notizia falsa si diffuse per l'accampamento, immensa costernazione si diffuse tra i Persiani. Giustiniano procedette a rafforzare la posizione romana e a contrattare diplomaticamente con Kavad, il quale, colpito da grave malattia, designò Cosroe come suo successore, per poi spirare poco dopo. Mebode lesse il testamento a favore di Cosroe e gli ottimati del regno ratificarono la decisione di Kavad, proclamando Cosroe nuovo re di Persia. Nel frattempo, Sitta ed Ermogene, timorosi che Martiropoli si arrendesse agli assediatori, e non avendo mezzo per difenderla, inviarono una deputazione ai comandanti nemici tentando la via diplomatica. Nel frattempo, mentre la deputazione era ancora all'accampamento persiano, arrivò un ambasciatore che portò la notizia dell'incoronazione di Cosroe e dei torbidi nati in tale frangente: le nuove notizie, insieme al timore che arrivassero gli Unni, persuasero i Persiani ad accettare le offerte della deputazione, e in cambio degli ostaggi Martino e Senecione, levarono l'assedio e tornarono in territorio persiano, e, dopo la loro partenza, gli Unni fecero irruzione nel territorio romano, ma non trovando i Persiani, tornarono indietro.

## Tregua
Nella primavera del 532, le negoziazioni ripresero tra la delegazione romana (composta tra gli altri da Rufino) e il nuovo sovrano persiano Cosroe I, il quale doveva occuparsi di rafforzare la propria posizione in patria. Gli ambasciatori Rufino, Alessandro, Tommaso ed Ermogene si recarono presso Cosroe, che si trovava sulle rive del Tigri, e riuscirono ad ottenere la liberazione degli ostaggi, nonché la pace, che poneva fine alle ostilità. La pace teoricamente sarebbe dovuta durare per sempre, e per questo fu chiamata "eterna". La pace veniva ottenuta, alle seguenti condizioni:
1. La sede del dux Mesopotamiae sarebbe stata trasferita da Dara a Costantina;
2. Giustiniano avrebbe dovuto versare 110 centenaria (11 000 libbre d'oro), in cambio della conservazione delle mura di Dara, e in compenso delle spese fatte dai Persiani per mantenere una guarnigione a difesa delle Porte Caspie;
3. Giustiniano avrebbe dovuto inoltre restituire le fortezze di Farangion e Bolon e cedere alla Persia tutte le fortezze da essa conquistate nella Lazica;

Gli ambasciatori, dimostrandosi non contrari alle condizioni offerte, a parte la cessione delle fortezze nella Lazica, chiedendo per questa ultima condizione il tempo per discuterne con l'Imperatore e ottenere da lui l'eventuale assenso, inviarono Rufino a Costantinopoli, accordandogli un tempo di settanta giorni per l'intero viaggio; Giustiniano, letti ed approvati gli articoli del trattato, confermò la pace. Nel corso di questi settanta giorni, si diffuse tuttavia la notizia infondata dell'esecuzione di Rufino per ordine di Giustiniano, e Cosroe, infuriatosi, si stava apprestando a riprendere le armi, quando, con il ritorno di Rufino a Nisibi, dove risiedeva il re persiano, si scoprì l'infondatezza di tale notizia. Nel frattempo, però, Giustiniano si era pentito di aver acconsentito alla cessione delle fortezze nella Lazica, e per lettera proibì espressamente agli ambasciatori di consegnarle ai Persiani; il re persiano, al rifiuto della cessione delle fortezze, era intenzionato a rompere le trattative, e se esse poterono proseguire fu per merito di Rufino. Fu inviata una nuova ambasceria in Persia, condotta da Rufino ed Ermogene, che riuscirono ad ottenere la pace definitiva, alle seguenti condizioni:
1. Entrambe le parti restituiranno tutte le fortezze occupate durante la guerra;
2. Il dux Mesopotamiae non risiederà più a Dara;
3. I fuoriusciti iberi potranno decidere di propria volontà se rimanere a Bisanzio o tornare nella loro patria;

Le due parti giunsero ad un accordo e, nel settembre 532, firmarono la "Pace eterna" (in realtà durata meno di otto anni), secondo la quale la situazione territoriale sarebbe tornata allo status quo ante, i Romani avrebbero pagato 110 centenaria (11 000 libbre di oro), i forti in Lazica sarebbero tornati ai Romani, l'Iberia rimasta in mano persiana, e i fuoriusciti iberici avrebbero potuto decidere se tornare in patria o restare in territorio romano. Inoltre i Romani dovettero restituire alla Persia le fortezze di Bolon e Faragion, e pagare il denaro convenuto; in compenso, riottennero le fortezze nella Lazica, e il prigioniero Dagaris, che, espertissimo in guerra, ottenne molti successi sugli Unni; così ebbero fine le ostilità tra Giustiniano e Cosroe.
La tregua fu propagandisticamente celebrata da Giustiniano come una vittoria: un monumento celebrativo fu innalzato a Costantinopoli, la cui iconografia fu molto diffusa, come testimoniato dalla sua rappresentazione dell'imperatore trionfante sui nemici orientali nell'avorio Barberini. Lo scrittore Giovanni Lido compose anche una storia della guerra e una descrizione della vittoriosa battaglia di Dara.